# Blauwe paradijsvogel
De blauwe paradijsvogel (Paradisornis rudolphi synoniem: Paradisaea rudolphi) is een middelgrote paradijsvogel (Paradisaeidae) uit de orde zangvogels en de superfamilie Corvoidea. De blauwe paradijsvogel werd in 1884 door de Duitse koloniaal ambtenaar en verzamelaar Carl Hunstein ontdekt en beschreven door Otto Finsch en Adolf Bernhard Meyer in het monotypische geslacht Paradisornis. De soort is vernoemd naar de kroonprins van Oostenrijk-Hongarije, Rudolf van Oostenrijk.

## Kenmerken
De blauwe paradijsvogel heeft een blauwachtige, witte snavel, een donkerbruine iris en een vuilwitte oogring en grijze poten.
Het mannetje heeft verschillende soorten sierveren. Allereerst twee verlengde staartveren, waardoor het volwassen mannetje een lengte van 63 cm kan bereiken. Verder zijn er boven op de borst violetkleurige sierveren die uitlopen in een waaier. Bovendien zijn er sierveren aan de flanken, die bovenaan roodbruin zijn en daaronder helblauw, geleidelijk lichter blauw uitwaaierend (zie afbeelding). De blauwe paradijsvogel kan ongeveer 30 cm lang kan worden, exclusief de lange staart bij het mannetje.

## Baltsgedrag
De blauwe paradijsvogel voert een opvallend en merkwaardig baltsritueel op. Hij hangt daarbij onderste boven aan een tak en waaiert zijn sierveren ritmisch in- en uit en laat daarbij een eigenaardig, ritmisch onderbroken zoemend geluid horen. De mannetjes zijn polygaam.

## Leefgebied
De blauwe paradijsvogel is een endemische vogelsoort uit Papoea-Nieuw-Guinea die voorkomt in het oostelijke deel van het centrale bergland. Binnen dit gebied is de vogel plaatselijk vrij algemeen, maar vaak ook volledig afwezig.
De blauwe paradijsvogel is een vogel van hellingbossen in de zone tussen 1.400 en 1.800 m boven de zeespiegel, maar er zijn ook waarnemingen tot 1.100 m en tot 2.000 m, vooral van vrouwtjes (of jonge mannetjes die nog geen prachtkleed hebben). Deze vogels worden ook in selectief gekapt of anderszins verstoord bos gezien. Baltsende mannetjes worden alleen in onaangetast oerwoud waargenomen, maar mogelijk hangt dit samen met de jachtdruk in meer door de mens beïnvloede bossen.
De soort telt twee ondersoorten:
- P. r. margaritae: het oostelijk-centraal Nieuw-Guinea.
- P. r. rudolphi: zuidoostelijk Nieuw-Guinea.

## Status
De blauwe paradijsvogel komt voor in een beperkt gebied en is dus kwetsbaar en staat daarom ook als gevoelig op de Rode Lijst van de IUCN. Houtkap en de omvorming van oerwoud naar landbouwgrond vormen een bedreiging voor zijn habitat en verder wordt er jacht op hem gemaakt voor de fraaie sierveren. Handel (levend, dood of in onderdelen) in deze vogelsoort (en alle andere paradijsvogels) is volgens de overeenkomst inzake de internationale handel in bedreigde soorten wilde dieren en planten (het CITES-verdrag) verboden.